# 奥维廖
奥维廖（義大利語：Oviglio），是意大利亚历山德里亚省的一个市镇。总面积27.3平方公里，人口1299人，人口密度47.6人/平方公里（2009年）。ISTAT代码为006122。